# 피라시카바

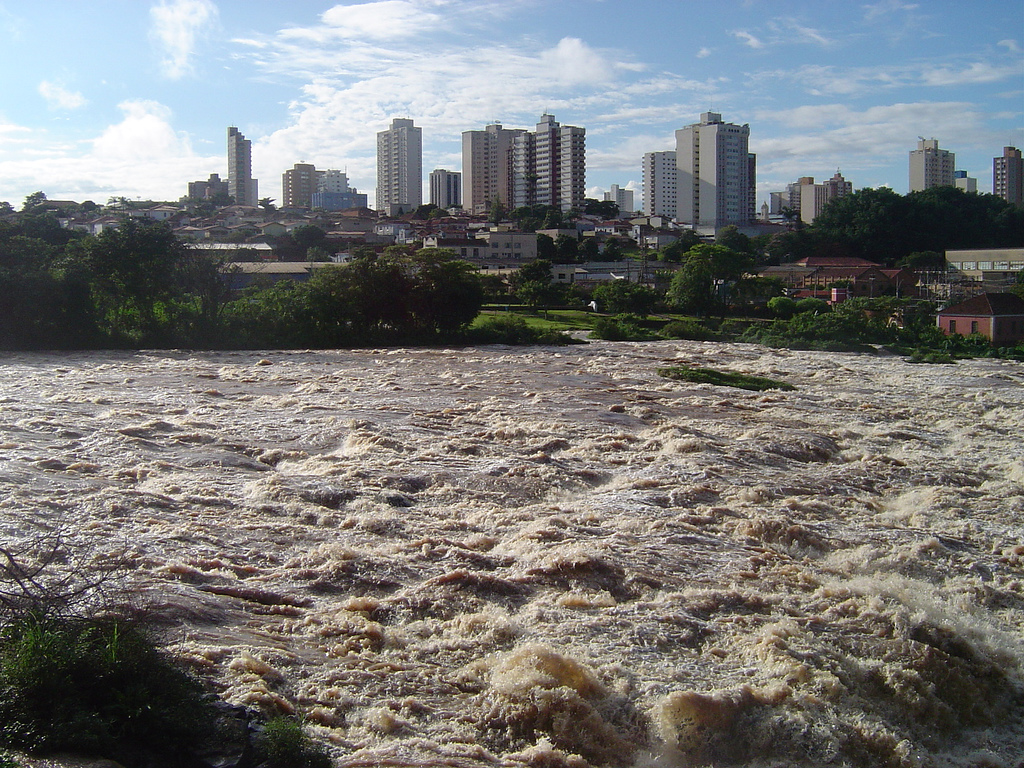
피라시카바

피라시카바의 위치

피라시카바(포르투갈어: Piracicaba)는 브라질 상파울루주의 도시로 면적은 1,378.07km2, 높이는 547m, 인구는 391,449명(2015년 기준), 인구 밀도는 280명/km2이다. 도시 이름은 고대 투피어로 "물고기가 쉬어가는 곳"을 뜻한다.

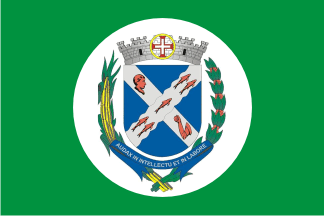
시기
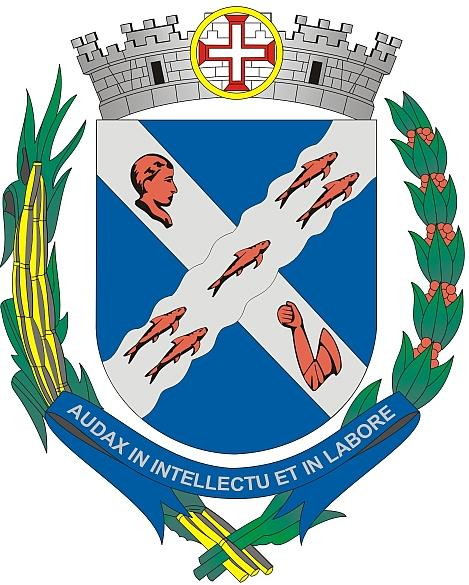
시 문장

## 자매 도시
- 대한민국 성남시